# Municipio de White Breast
El municipio de White Breast (en inglés: White Breast Township) es un municipio ubicado en el condado de Warren en el estado estadounidense de Iowa. En el año 2010 tenía una población de 711 habitantes y una densidad poblacional de 7,65 personas por km².

## Geografía
El municipio de White Breast se encuentra ubicado en las coordenadas 41°12′41″N 93°22′27″O / 41.21139, -93.37417. Según la Oficina del Censo de los Estados Unidos, el municipio tiene una superficie total de 92.9 km², de la cual 92,75 km² corresponden a tierra firme y (0,16 %) 0,15 km² es agua.

## Demografía
Según el censo de 2010, había 711 personas residiendo en el municipio de White Breast. La densidad de población era de 7,65 hab./km². De los 711 habitantes, el municipio de White Breast estaba compuesto por el 98,03 % blancos, el 0,14 % eran afroamericanos, el 0,28 % eran amerindios, el 0,84 % eran asiáticos y el 0,7 % eran de una mezcla de razas. Del total de la población el 1,13 % eran hispanos o latinos de cualquier raza.